# Zhamao (sockenhuvudort i Kina, Qinghai Sheng, lat 35,34, long 101,90)
Zhamao (kinesiska: 扎毛, 扎毛乡, 麻什当) är en sockenhuvudort i Kina. Den ligger i provinsen Qinghai, i den nordvästra delen av landet, omkring 140 kilometer söder om provinshuvudstaden Xining. Antalet invånare är 4 364. Befolkningen består av 2 159 kvinnor och 2 205 män. Barn under 15 år utgör 28,0 %, vuxna 15-64 år 65 %, och äldre över 65 år 6,0 %.
Runt Zhamao är det glesbefolkat, med 9 invånare per kvadratkilometer. Närmaste större samhälle är Qukuhu, 9,0 km nordost om Zhamao. Trakten runt Zhamao består i huvudsak av gräsmarker.
Genomsnittlig årsnederbörd är 606 millimeter. Den regnigaste månaden är juli, med i genomsnitt 149 mm nederbörd, och den torraste är december, med 2 mm nederbörd.